# Monthois
 Monthois  es una población y comuna francesa, en la región de Champaña-Ardenas, departamento de Ardenas, en el distrito de Vouziers. Es la cabecera del cantón de su nombre.
Está integrada en la Communauté de communes de l'Argonne Ardennaise.

## Demografía
| 612 | 610 | 682 | 583 | 664 | 666 | 704 | 651 | lac. | lac. | 616 | 607 | 578 | 568 | 608 | 554 | 558 | 558 | 558 | 515 | 528 | 625 | 446 | 438 | 450 | 448 | 444 | 417 | 363 | 388 | 376 | 336 | 367 | 382 |
| Para los censos de 1962 a 1999 la población legal corresponde a la población sin duplicidades (Fuente: INSEE [Consultar]) |     |     |     |     |     |     |     |      |      |     |     |     |     |     |     |     |     |     |     |     |     |     |     |     |     |     |     |     |     |     |     |     |     |